# Abruzzerne
Abruzzerne (Appennino Abruzzese) er den højeste del af Appenninerne i Italien. Det højeste bjerg er Corno Grande (2.914 m). Abruzzerne indgår sammen med de Umbriske Appenniner i den midterste tredjedel af Appenninerne, der på italiensk kaldes "Appennino Centrale".
42°28′07″N 13°33′43″Ø / 42.4686°N 13.5619°Ø